# Blijham

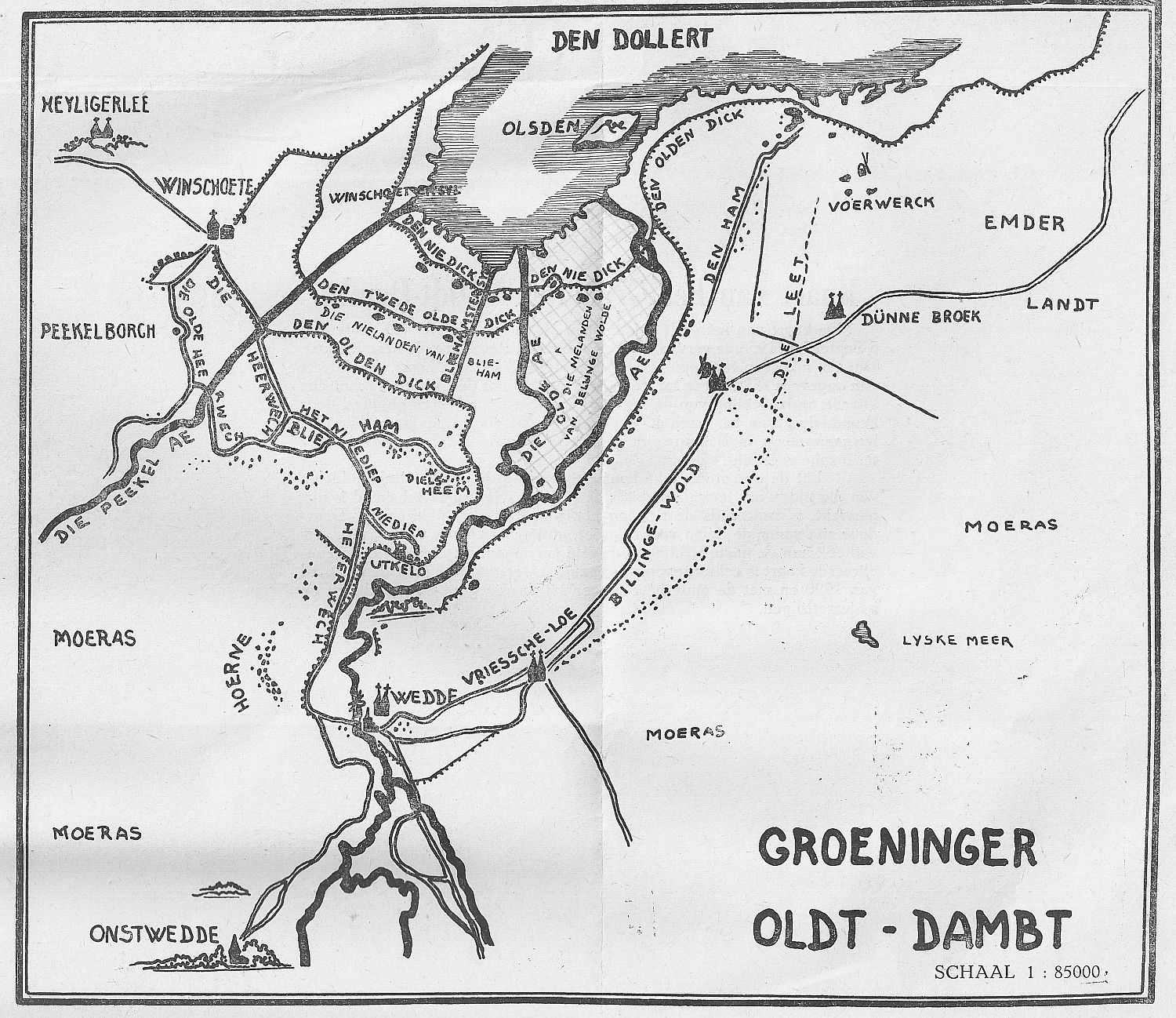
De omgeving van Blijham in 1593

Blijham is een Gronings dorp in de gemeente Westerwolde en telde in 2023 2.610 inwoners. Het was aanvankelijk sterk agrarisch, maar heeft zich in de laatste decennia van de twintigste eeuw ontwikkeld als forenzenplaats, met name voor het dichtbijgelegen Winschoten. In het landschap vormt Blijham de grens van het kleinschalige Westerwolde, met kronkelende riviertjes en kleine bosrijke plekken enerzijds en het grootschalige agrarische landschap van het verdronken Reiderland en Oldambt. Blijham is gelegen op een oude hoefijzervormige zandrug die vanaf dit dorp via Wedde en Vriescheloo naar Bellingwolde loopt.

## Middeleeuwen
Blijham was oorspronkelijk een veenontginningsdorp. Het is vermoedelijk ontstaan als een dochternederzetting van Ulsda, gelegen tussen de Pekel A en de Westerwoldse Aa, die aanvankelijk verder westelijk stroomde. Cornelis Pijnacker tekende hier nog in 1634 op zijn kaart van Drenthe en Westerwolde de loop van De Oude Recker Aa. De landerijen langs de Pekel A hoorden eerst bij Winschoten. Blijham vormde samen met Bellingwolde de zuidelijke rand van het Reiderland en werd na inbraak van de Dollard als onderdeel van de heerlijkheid Bellingwolde en Blijham cum annexis bij Westerwolde gevoegd. De heerlijkheid had echter eigen rechtsregels, een eigen rechthuis en een eigen landrechter. Kerkelijk viel het tot de Reductie van Groningen in 1594 onder het bisdom Osnabrück, daarna onder de hervormde classis Oldambt.
In de kroniek van Sicke Benninghe wordt de plaats onder het jaar 1478 genoemd. De naam Blyham komt echter voor het eerst in 1482 voor in een oorkonde, als Hayo Addinga een verdrag sluit met de stad Groningen waarin de toekomst van Bellingwolde en Blijham ter sprake komt. In 1498 wordt het dorp Bleichamme genoemd. Het woord blij verwijst naar 'slijk, modder'; de uitgang -ham betekent 'aangeslibd land in een bocht van een waterloop' en werd vooral gebruikt voor laag liggende kleistreken. De naam komt verder voor als tho Blyham en in Blyhamster hammerke (1517), Bliham (ca. 1660), Blijeham (1781) en Blieham (1810).
Een oudere naam van het dorp is niet bekend, mogelijk viel het dorpsgebied eerst onder Winschoten of onder Sint-Vitusholt (Zuiderveen). Kerk en pastorie van Winschoten hadden later bezittingen in de Garelanden bij Winschoterhogebrug.
Het dorp is vanwege de inbraken van de Dollard mogelijk meermalen naar hogere gronden verschoven, waarbij men de kerk en de huizen verplaatste naar de rand van het hoogveen. De huidige kerk werd gebouwd in 1783 op de plek van een gebouw uit de 16e eeuw, die naar verluidt uit kloostermoppen bestond. Volgens overleveringen zou deze laatste kerk twee voorgangers op een plek verder noordelijk hebben gehad. Bij de afbraak van de kerk zouden de stenen door een lange rij mensen van hand tot hand zijn doorgegeven. Deze kerk stond in de Blijhamster Vennen op de voormalige Pastorieheerd. In een akte uit 1832 over de verhuring van pastoriegronden komt de veldnaam 'Oude Kerkhof' voor. Omstreeks 2010 owerden er p 600 meter ten noorden van de huidige kerk twee puinvlekken met onder andere zandsteen gevonden. Dichter bij het dorp, ongeveer 400 meter van de huidige kerk, zijn eveneens oppervlaktevondsten gedaan. Grondboringen hebben in het verleden geen duidelijke sporen opgeleverd. Dorpshistoricus Van der Woude meende daarom ten onrechte dat de oudste dorpskern bij De Heemen (nu 'De Boschplaatse') te vinden was.  
De kerk wordt voor het eerst vermeld in 1528. In kerkelijke registers komt de plaats tot 1561 niet voor, afgezien van een verwisseling van Blehammis met Houwingaham in 1501.
Met name het kruisherenklooster van Ter Apel wist hier in de zestiende eeuw in Blijham veel gronden te verwerven. De randveennederzetting langs de Westerwoldse Aa (en mogelijk ook langs de Pekel A) werden in 1470 in den Vorwolt genoemd; later heet dit gebied Voorwold. Buiten het dorp lag verder de wierde De Heemen, ook Pielzheem of Pijls heerdt genoemd, met vier boerderijen die toebehoorden aan de kerk van Winschoten. Net als delen van Winschoten waren ze wellicht eerder bezit van de Abdij van Corvey. Mogelijk was dit een van de plekken van waaruit de ontginning begonnen is. Het landregister van 1636 vermeldt tevens een Steenhuis Camp in het Westeind. Langs de Westerwoldse Aa bevonden zich ten slotte meerdere rivierduinen met bewoning en oud akkerland dat als garst werden aangeduid, zoals De Garst of Udengast (onder Bellingwolde), de Kleine Garst te Blijham (ook wel Lutjegast of Monnicken Gast genoemd) en De Gaarst bij Lutjeloo. De landerijen van het Westeind (ten Westen van de Vennekesloot) behoorden tot het midden van de 18e eeuw tot Winschoten. De dorpskern bij de Molenhorn zou volgens onbevestigde berichten het Winsel geheten hebben. Deze naam is mogelijk (net als Winschoten) afgeleid van de Germaanse stam *winithi-, hetgeen wei- of hooiland betekent, hier met de uitgang -ele die wijst op een waterloop.
Volgens een overlevering uit de zestiende eeuw was in 1418 voor het eerst de getijdenwerking tussen Winschoten en Blijham merkbaar. De Prophecye van Jarfke uit 1597 verhaalt dat de zee tussen Winschoten en Blijham aanvankelijk "soo diep" was "dat 'er Hulcken en Carvelen in varen konnen". Toen Jarfke voorspelde dat er ooit hooioppers tussen Winschoten, Blijham en Lutjeloo zouden staan, terwijl de maaiers op de grond zouden gaan liggen om uit te rusten, wilde niemand hem geloven. Ook voorspelde hij dat de zeven zijlen die hier rond de Dollard lagen, zouden wegsploelen en later overbodig worden. Later merkte men dat Jarfke gelijk had gehad.
Op de kaart van 1590 staat ten noorden van De Heemen een heerd ingetekend. Op een luchtfoto uit 2019 zijn hier de contouren van een omgracht steenhuis zichtbaar en 400 meter zuidelijker de contouren van wat mogelijk een tweeschepig bijgebouw was, dat echter niet voorkomt op dezelfde kaart. Hier zijn laat-middeleeuwse resten gevonden, waaronder kogelpotscherven.
Blijham was een welvarend dorp dat volgens de hoenderbelastinglijsten in 1567/68 49 huizen telde. Drie grote bedijkingen in de zestiende eeuw (Binnenlanden rond 1525, Tusschendijken in 1544 en Nijland in 1562) zorgden dat het verloren land snel werd terug gewonnen. De Uiterdijken werden in 1657 definitief bedijkt. De meeste boerderijen verhuisden na de zestiende eeuw weer terug in de richting van de polders.

## Twee kernen

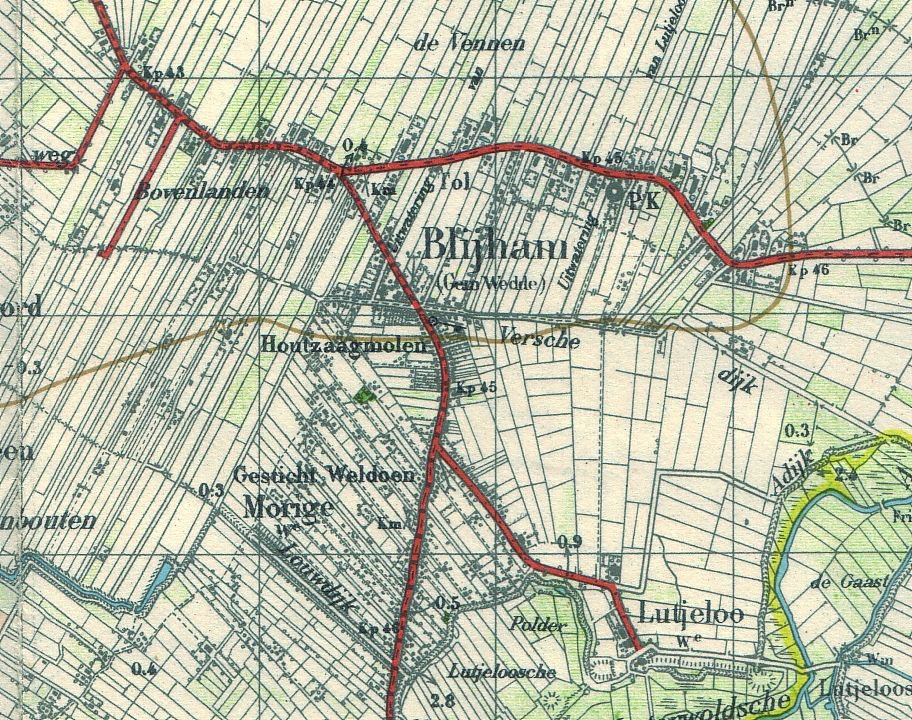
Blijham op de topografische kaart van 1933. Duidelijk zijn de twee kernen van het dorp nog te herkennen

Het dorp bestond rond 1900 uit twee kernen met verschillend karakter. De noordelijke kern Kerkhorn, gelegen aan de weg naar Bellingwolde (en in de 16e eeuw tot De Heemen), bestaat uit grootschalige classicistische en Oldambtster boerderijen. De andere kern, Molenhorn of het Winsel genaamd en gelegen vlak bij Wedderveer aan de weg tussen Winschoten en Wedde, bestond uit kleinschaliger bebouwing. De Molenhoek verwijst naar de plek van de Blijhamster molen, die hier tussen 1613 en 1824 stond. Vervolgens stond hier tot 1922 windmolen De Hoop. Daarnaast stond van 1822 tot 1945 nog een tweede molen bij deze kern: de Lutje Molen, die verbrandde door oorlogsgeweld.
Na de Tweede Wereldoorlog werd de ruimte tussen beide kernen geleidelijk aan bebouwd.

## Monumenten

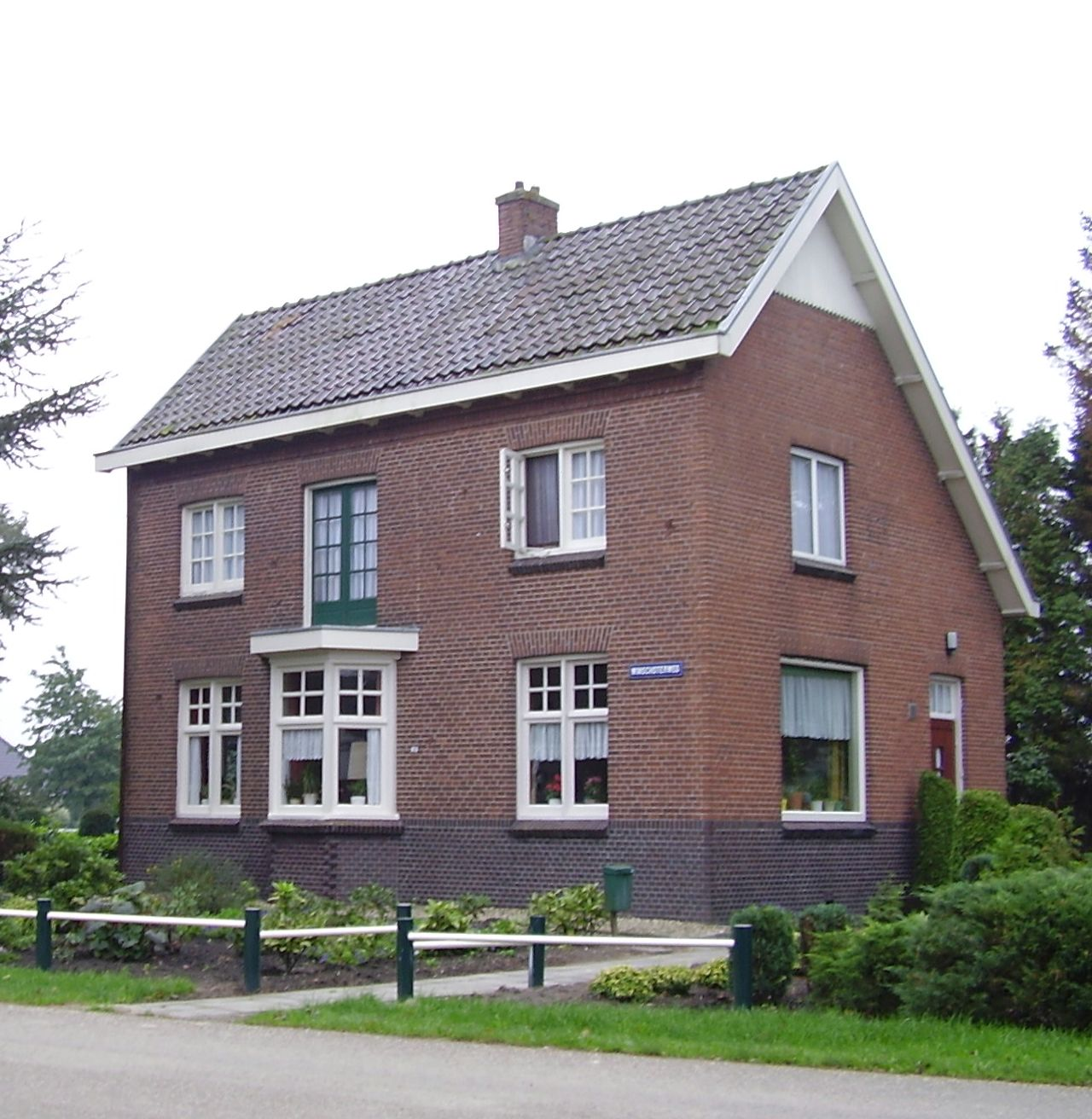
Voormalig tramstation in Blijham

De Nederlands Hervormde kerk van Blijham dateert uit 1783, de toren ervan uit 1872. Blijham was voor de gemeentelijke samenvoeging het rijkste dorp in de voormalige gemeente Bellingwedde. Opvallend zijn vooral aan het voormalige gehucht Oosteinde de rijke boerenvilla's met deels nog de kenmerkende slingertuinen.
De grootste boerderij in de omgeving, herenboerderij 'De Boschplaatse' dateert van voor 1600 en had in 1825 174 hectare aan landerijen. Hij werd in 1887 in landhuisstijl herbouwd. Huis, tuinkoepel, tuin en bijbehorende dienstwoning staan op de lijst van rijksmonumenten.
 Ook de naburige boerderijen met daarbij een manege en een toeristenschuur zijn monumentaal.
Aan de Winschoterweg ligt het voormalig tramstation van de OG als getuige van het tramverleden van Blijham. In 1900 kwam het dorp aan de toen geopende paardentramlijn van Maatschappij Winschoten-Bellingwolde te liggen. In 1914 werd deze maatschappij overgenomen door de OG om deze lijn om te bouwen tot stoomtramlijn. In 1915 kwam de lijn Winschoten - Ter Apel gereed, die de paardentramlijn tussen Winschoten en Blijham verving. In 1918 kwam de lijn Blijham - Bellingwolde gereed waarmee de ombouw was voltooid. In 1948 werd de reguliere dienst beëindigd. Tramvervoer langs Blijham bleef daarna nog tot 1950 in stand vanwege zandtransporten.

## Verbindingen
Blijham ligt aan de N368 tussen Winschoten en Ter Apel en de N969 die naar de grensovergang Rhederbrug leidt en in Duitsland verdergaat richting de A 31.
Blijham is in 2021 via drie buslijnen van Qbuzz ontsloten op het OV: lijn 12 (Winschoten - Bellingwolde - Bad Nieuweschans), lijn 14 (Winschoten - Stadskanaal) en lijn 72 (Winschoten - Ter Apel - Emmen).

## Korenmolen

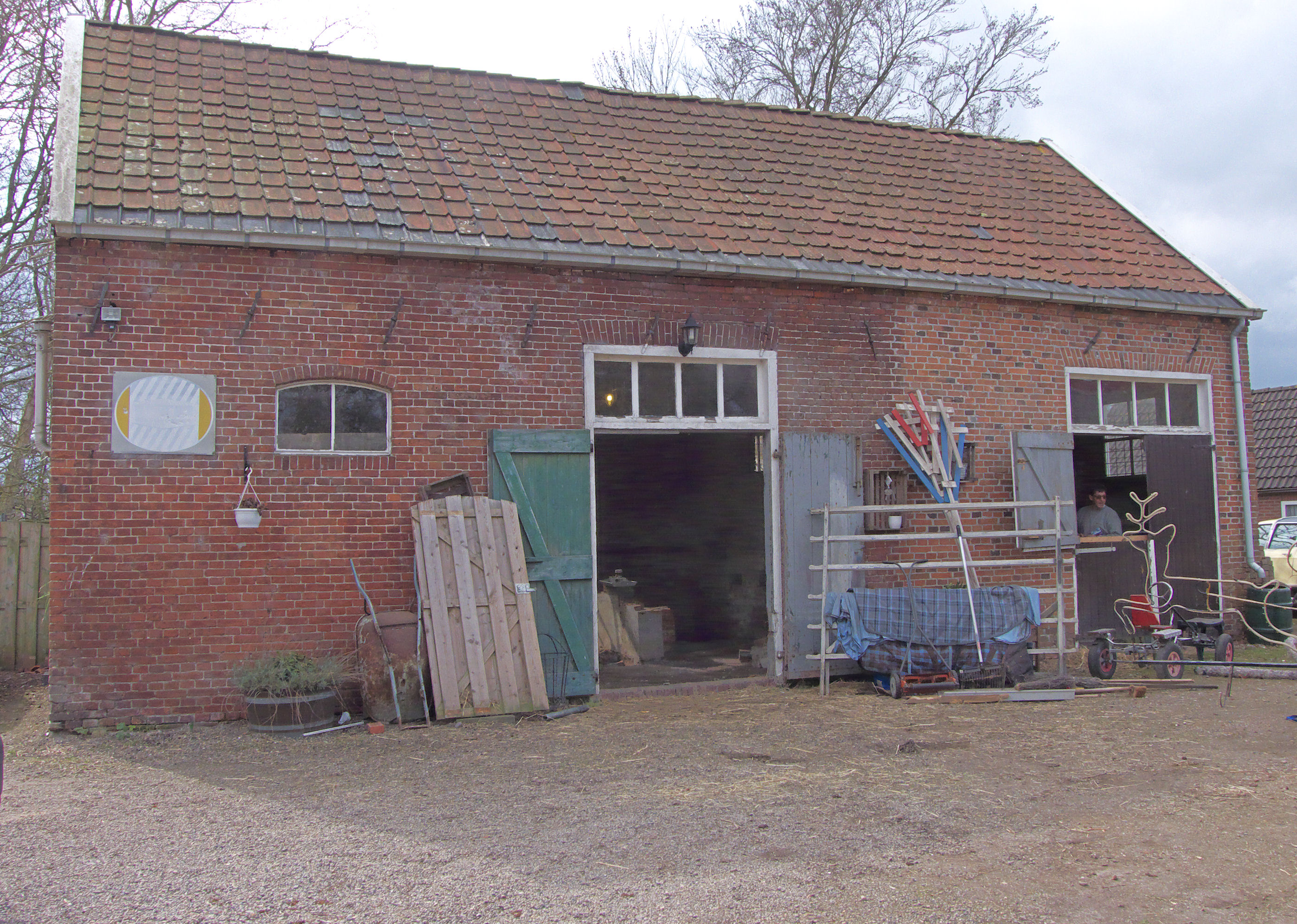
Maalschuur voormalige molen De Hoop

Tot 1932 stond er de molen De Hoop, ook wel naar de eigenaar Molen Kuiper genoemd. De molen werd in 1824 gebouwd aan de Hoofdweg 49 ter vervanging van de standerdmolen uit 1613. Alleen de molenschuur met daarin tot 22 maart 2014 een elektrisch aangedreven maalstoel staat er nog. De maalstoel en motor zijn op 22 maart 2014 verplaatst naar de Walderveense molen.

## Waterstaat
De afwatering van Blijham was sinds de 16e eeuw in handen van het dijkrecht van Blijham, dat in 1851 de status van een waterschap kreeg. Het dorp had aanvankelijk een afzonderlijke zeesluis, die aan het einde van het Pastoriediep in de Pekel A uitmondde. Dit diep stond in verbinding met het Binnen- en het Buitenzijldiep.
Blijham trad in 1636 toe tot het Vierkarspelenzijlvest, waarna de waterafvoer via een duiker of grondpomp onder de Pekel A door werd geleid, om via het Zijlkerdiep en het Beers(t)erdiep naar Beersterzijl (bij Hongerige Wolf) te stromen. Voor de wateraanvoer werd het Lange- of Hekmansdiep gegraven. Het grondgebied van het dijkrecht werd later uitgebreid met de Garelanden, die eerder onder Winschoten vielen. Sinds het begin van de 19e eeuw zorgde een aantal poldermolens voor een betere ontwatering. Het waterschap trad in 1864 toe tot het waterschap Reiderland en vormde daarin voortaan de vierde afdeling.

## Geboren in Blijham
- Hendrik Waalkens sr. (1841-1920), burgemeester
- Hendrik Waalkens jr. (1897-1980), burgemeester
- Geert van Veenen (1930-2005), politicus
- Harry van der Laan (1936), astronoom

## Bevolkingsontwikkeling
- 2000 - 3.045 inwoners
- 2005 - 2.925 inwoners
- 2010 - 2.790 inwoners
- 2015 - 2.730 inwoners
- 2020 - 2.630 inwoners
- 2021 - 2.640 inwoners
- 2023 - 2.610 inwoners

(Bron: CBS Statline)